# Megacyllene proxima
Megacyllene proxima là một loài bọ cánh cứng trong họ Cerambycidae.